# George Smith (assyriolog)
 For alternative betydninger, se George Smith. (Se også artikler, som begynder med George Smith)
George Smith (26. marts 1840 - 19. august 1876) var en engelsk assyriolog, der var den første opdager og oversætter af Digtet om Gilgamesh, en af de ældst-kendte litterære værker.